# The Blind Side
The Blind Side è un film del 2009 scritto e diretto da John Lee Hancock.
Il film è basato sul libro di Michael Lewis The Blind Side: Evolution of a Game, che racconta la vita del giocatore di football americano Michael Oher.
Per la sua interpretazione nel ruolo di Leigh Anne Tuohy, madre adottiva di Oher, Sandra Bullock ha vinto un Oscar alla miglior attrice, un Golden Globe per la miglior attrice e lo Screen Actors Guild Award. Il film ha inoltre ottenuto la candidatura agli Oscar 2010 come miglior film. La pellicola è stata un inaspettato trionfo di critica e pubblico; oltre ai numerosi riconoscimenti, infatti, il film ha incassato oltre 309 milioni di dollari, a fronte di un budget di 29 milioni.

## Trama
Il film racconta la storia vera di Michael Oher, famoso giocatore di football americano nel ruolo di ruolo offensive tackle, il cui compito è quello di proteggere il quarterback dai placcaggi degli avversari provenienti dai lati che non può vedere, i blind sides appunto, da cui deriva il titolo del film. 
Oher, soprannominato "Big Mike", è un diciassettenne senzatetto rimasto orfano di padre e con una madre dipendente dal crack, dalla quale è stato separato quando era ancora piccolo. Il ragazzo è ospite per qualche tempo dal padre di un suo amico, il quale però muore anni dopo durante una sparatoria nel quartiere malfamato da cui proviene.
Nonostante i problemi economici, il presunto scarso quoziente intellettivo e la bassissima estrazione sociale di provenienza, il ragazzo riesce a iscriversi alla scuola cattolica Wingate Christian School grazie all'intercessione del suo coach, amico del padre di un suo compagno. Durante una fredda notte d'inverno, il ragazzo viene notato dalla benestante famiglia Tuohy e ospitato per la notte nella sua grande casa. La signora Leigh Anne Tuohy prende a cuore le sorti del ragazzo e decide inizialmente di mobilitarsi per fargli ottenere un'assicurazione sanitaria e poi di diventarne tutrice legale. Il suo proposito è ostacolato dal fatto che Michael non possiede documenti e risulta solo sotto la tutela dello Stato. Leigh Anne riesce a rintracciare la madre di Michael, Denise, e a confortarla sul fatto che si prenderà cura di lui. Michael riesce a conseguire la patente di guida, coronando il suo sogno di avere finalmente un documento con il suo nome sopra.
Durante un tragitto in macchina per accompagnare S.J., il figlio della sua nuova tutrice, Mike si distrae e tampona un camioncino. Grazie alla sua estrema prontezza di riflessi, riesce ad evitare che il ragazzino si ferisca seriamente, ferendosi il braccio pur di deviare l'airbag. Dopo essersi ristabilito, Michael entra nella squadra di football della scuola e, aiutato dagli incoraggiamenti della sua nuova famiglia, dà prova di grandi abilità nel ruolo di tackle sinistro già dalla sua prima partita. La sua grande prestanza fisica e il suo talento vengono notati da tutti i coach delle grandi università, che lo incontrano e cercano di convincerlo a entrare nelle loro squadre. Il ragazzo rimane però dubbioso e indeciso e preferisce concentrarsi sullo studio, dato che una valutazione scolastica scarsa gli precluderebbe l'accesso a qualsiasi università. Grazie alla perseveranza della sua tutor Miss Sue, Mike riesce a scrivere un toccante tema sull'opera di Alfred Tennyson "La carica della Brigata Leggera", avvenuta durante la battaglia di Balaclava, in Crimea, che gli permette di conquistare il voto necessario per potersi diplomare con i giusti requisiti, e decide di iscriversi all'Università del Mississippi.
Appena diplomatosi, Michael deve sottostare ad un'indagine da parte delle autorità statali, sospettose che i rapporti dei Tuohy con lui siano dovuti solo alla sua abilità nel football e che essi lo abbiano considerato solamente come un "investimento", data la loro affiliazione con l'Università del Mississippi. Mike scappa da Leigh Anne e torna nel quartiere degradato da cui veniva, cercando un posto per passare la notte, ma quando sente alcuni componenti di una gang del quartiere che offendono la famiglia Tuohy, si infuria e reagisce malmenandoli, per poi scappare di nuovo. Leigh Anne lo ritrova davanti a una lavanderia; parlando con lei, Michael si convince che i Tuohy lo hanno adottato solo e soltanto perché vogliono il suo bene. Arrivato all'università, Michael saluta la sua nuova mamma, per poi iniziare il percorso che lo porterà ai vertici della sua carriera da tackle sinistro.

## Produzione
The Blind Side è stato prodotto dalla Alcon Entertainment e distribuito dalla Warner Bros. Le riprese nella scuola sono state girate alla Atlanta International School e molti studenti sono comparsi nel film. La parte di Leigh Anne Tuohy era stata inizialmente affidata al premio Oscar Julia Roberts che però declinò l'offerta, così la produzione pensò a Sandra Bullock che all'inizio rifiutò, ma incoraggiata dalla vera Leigh Anne Tuohy, accettò il ruolo.

## Colonna sonora
La colonna sonora ufficiale del film non è stata pubblicata. Il film ha come colonna sonora 23 brani di artisti come Young MC, Lucy Woodward, The Books, Canned Heat e Five for Fighting.

## Distribuzione

### In Italia
Inizialmente la Warner Bros. Italia non aveva intenzione di distribuire il film a causa della storia, ritenuta di impronta troppo statunitense e di difficile appetibilità per il pubblico europeo, e dello scarso successo avuto dai precedenti film con Sandra Bullock in tutta Europa. Dopo la vittoria agli Oscar e il ritorno della popolarità dell'attrice, la Warner optò per una distribuzione in anteprima su Mediaset Premium, come inaugurazione del nuovo canale Premium Cinema HD il 18 maggio 2010, per poi distribuire dall'8 giugno la pellicola direttamente in DVD (in controtendenza con l'abituale scelta dell'home video prima e, un anno dopo, della televisione). In televisione su Canale 5 è andato in onda in prima visione l'11 giugno 2012.

## Edizione italiana
L'edizione italiana del film è stata a cura dello Studio Emme; i dialoghi italiani sono di Giorgio Tausani, mentre la direzione del doppiaggio di Fabrizio Temperini.

## Accoglienza

### Incassi
The Blind Side è stato distribuito in 3110 cinema nel fine settimana del 20 novembre 2009. Ha incassato $ 34 510 000 nel weekend di apertura, il secondo incasso più alto in quel fine settimana, dietro la saga di The Twilight Saga: New Moon. È stato il weekend di apertura con l'incasso più alto di tutta la carriera di Sandra Bullock. Nel suo weekend di apertura, il film dimostrò già di essere un successo finanziario, con una spesa di appena 29 milioni di dollari.
Il film ha goduto di grande successo anche dopo la seconda settimana, superando l'incasso guadagnato nel weekend di apertura, guadagnando circa $ 40 milioni dal 27 novembre al 29 novembre 2009 e portando i suoi incassi a 100 250 000 $. Nel suo terzo fine settimana il film ha continuato la sua scalata arrivando fino alla prima posizione con 20,4 milioni di dollari di vendite, dopo aver trascorso i precedenti due fine settimana al secondo posto per un totale lordo di 128 800 000 dollari.
In diciassette giorni il film è arrivato a 129 milioni, incassando nel suo totale 255 951 749 $ negli USA e 301 567 635 $ in tutto il mondo ed è stato il più proficuo film del genere sportivo in patria, superando Rocky IV, al secondo posto con un incasso globale di 127,8 milioni di dollari, seguito dal suo capitolo precedente, Rocky III, con 125 milioni.

### Critica
Il film ha ricevuto recensioni positive da parte della critica cinematografica. Il sito Rotten Tomatoes riporta che, a partire dal 1º maggio 2010, il 67% di 174 critici hanno dato al film una recensione positiva, con una media voto di 6,1 su 10, soprattutto per quanto riguarda l'interpretazione di Sandra Bullock. Tra i "Top Critics" di Rotten Tomatoes, ovvero tra i critici più noti e di rilievo dei maggiori giornali, siti web, programmi televisivi e radiofonici, il film ha guadagnato l'approvazione del 58% sulla base di un campione di 24 recensioni. Su Metacritic il film ha avuto un punteggio di 53% in base a 28 recensioni.

## Riconoscimenti
- 2010 - Premio Oscar
  - Miglior attrice protagonista a Sandra Bullock
  - Candidatura come miglior film a Gil Netter, Andrew A. Kosove e Broderick Johnson
- 2010 - Golden Globe
  - Miglior attrice in un film drammatico a Sandra Bullock
- 2010 - Broadcast Film Critics Association Award
  - Miglior attrice protagonista a Sandra Bullock
  - Candidatura come miglior giovane attore a Jae Head
- 2010 - Screen Actors Guild Award
  - Miglior attrice protagonista a Sandra Bullock
- 2010 - MTV Movie Award
  - Candidatura come miglior performance femminile a Sandra Bullock
  - Candidatura come miglior performance rivelazione a Quinton Aaron
- 2010 - Teen Choice Awards
  - Miglior film drammatico
  - Migliore attrice di film drammatico a Sandra Bullock
  - Candidatura come migliore sorpresa maschile a Quinton Aaron
- 2010 - BET Awards
  - Candidatura come miglior film
  - Candidatura come miglior attore protagonista a Quinton Aaron
- 2010 - Image Awards
  - Candidatura come miglior film
  - Candidatura come migliore regia a John Lee Hancock
  - Candidatura come miglior attore protagonista a Quinton Aaron
  - Candidatura come miglior attrice protagonista a Sandra Bullock

- 2010 - Kids' Choice Awards
  - Candidatura come miglior attrice protagonista a Sandra Bullock
- 2010 - Young Artist Awards
  - Candidatura come miglior attore giovane non protagonista a Jae Head
- 2010 - Black Reel Awards
  - Candidatura come miglior film a Broderick Johnson, Andrew A. Kosove e Gil Netter
  - Candidatura come miglior attore protagonista a Quinton Aaron
  - Candidatura come migliore performance rivelazione a Quinton Aaron
  - Candidatura come migliore sceneggiatura a John Lee Hancock
- 2009 - Dallas-Fort Worth Film Critics Association Awards
  - Candidatura come miglior attrice protagonista a Sandra Bullock
- 2009 - Phoenix Film Critics Society Awards
  - Miglior attore giovane a Jae Head
- 2009 - San Diego Film Critics Society Awards
  - Candidatura come miglior attrice protagonista a Sandra Bullock
- 2009 - Washington DC Area Film Critics Association Awards
  - Candidatura come miglior attrice protagonista a Sandra Bullock
  - Candidatura come migliore sceneggiatura a John Lee Hancock
- 2010 - World Soundtrack Awards
  - Candidatura come compositore dell'anno a Carter Burwell